# 桃色巨牙天竺鯛
桃色巨牙天竺鯛（學名：Cheilodipterus persicus），又稱桃色巨齒天竺鯛，為輻鰭魚綱鈎頭魚目天竺鯛科巨牙天竺鯛屬下的一個種，分布於西印度洋波斯灣海域，深度2至25公尺，本魚體延長，呈長橢圓形，頭大、眼大、口大且斜裂，具犬齒，鋤骨和腭骨通常具齒，前鰓蓋骨邊緣具鋸齒，體被櫛鱗，身體淺灰棕色，有10-13條比間隙窄的深棕色至黑色條紋，尾柄中部側面有一個瞳孔大小的黑點，周圍有黃色區域，口鼻部和頭頂呈黃色，體長可達15公分，棲息在珊瑚礁，小群活動，肉食性，以小魚為食，繁殖期時，雄魚具有口孵習性，卵約7日化成仔魚，由雄魚吐出，具短暫的仔魚飄浮期，生活習性不明。